# ホール諸島
ホール諸島（英語: Hall Islands）は太平洋西部カロリン諸島に属する島嶼群。ミクロネシア連邦、チューク州に属する2つの島からなっており、東部の環礁がムリロ環礁、西部の環礁がノムウィン環礁となっている。それぞれの環礁は10km程度離れており、チューク環礁からは100km程離れている。
諸島は4つの自治体からなっており、このうちノムウィン自治体は同諸島の環礁ではない西部のファユ環礁を自治体の領域としている。
ホール諸島の2つの環礁は地質的には一つの海山の峰に属している島である。

## 註
1. ↑  Statoids.com, retrieved December 8, 2010
2. ↑  “Oceandots - Murilo”. 2010年12月23日時点のオリジナルよりアーカイブ。2011年12月6日閲覧。
3. ↑  “Oceandots - Nomwin”. 2010年12月23日時点のオリジナルよりアーカイブ。2011年12月6日閲覧。